# 瓊·凱莉
瓊·凱莉（英語： 1928年3月29日—1982年8月15日）是美國女性歷史學者，主要研究範圍為義大利文藝復興，其中1977年發表的〈女人有文藝復興嗎？〉一文，是女性史的重要著作，挑戰了原本文藝復興歷史分期和當時女性歷史經驗之間的落差。

## 個人生活
1928年出生於布魯克林，1953年自紐約聖約翰大學畢業，1963年在哥倫比亞大學獲得歷史學博士，指導教授為嘉瑞特·馬丁利。1956年起，她成為紐約城市大學下的紐約市立學院歷史系的教員，直到1982年因癌症去世。
第一任丈夫為Eugene Gadol，1972年分開之後，1979年嫁給Martin Fleischer，直到去世為止。

## 事業
1956年在哥倫比亞大學就讀期間就被紐約城市大學聘為講師。1963年後得到博士學位後成為助理教授，1972年昇等為教授。
她在1960年代逐漸涉入政治運動，尤其熱衷於马克思主义理論以及公民權利運動，這讓她對女性史的興趣日漸濃厚。她在莎拉·勞倫斯學院和格爾達·勒納一起成立了第一個女性史的研究計劃，她也是美國歷史學會中的女性史家小組的領導（1975年-1977年）。她獲得了許多獎勵，包括Woodrow Wilson獎學金(1953–54)以及美國國家文藝基金會的青年獎學金（junior fellowship,1967-68)。

## 女性有文藝復興嗎？（Did Women Have a Renaissance?）
在她影響重大的文章 “Did Women Have a Renaissance? (1977),” Kelly explored women's roles in Renaissance society.中，她挑戰傳統的歷史分期，指出女性的歷史經驗和男性非常不同，在文藝復興時代男性獲得了更多的選擇機會，女性卻是恰恰相反。從當時的文學作品中，她看到當時宮庭戀愛故事中的強調了女性的被動性和對處女之身的重視。 凱莉的看法突破了傳統的歷史學觀點，並鼓勵其他女性史和性別史學家從女性的經驗觀點出發，重新進行歷史分期。

## 致敬
瓊·凱莉紀念獎於1984年成立，每年由美國歷史學會每年頒發，用來獎勵「如瓊·凱莉的一生所貢獻的，具有高度智識和學術理想的女性史或女性主義理論著作。」

## 進階閱讀
- Lerner, Gerda.  "Joan Kelly."  In Notable American Women: A Biographical Dictionary Completing the Twentieth Century, edited by Susan Ware, 336-338.  Cambridge, MA: Harvard University Press, 2004.

## 傳記
- "Did Women Have a Renaissance?[永久]" (1977)
- Leon Battista Alberti: Universal Man of the Early Renaissance (1969)
- Households and Kin: Families in Flux (1989)
- Women, History and Theory: The Essays of Joan Kelly (1984)

## 出處
1. ↑  Cook, Joan. . The New York Times. 18 Aug 1982  [19 October 2015]. （原始内容存档于2018-07-02）.
2. ↑  .   [2018-03-24]. （原始内容存档于2018-07-03）.
3. ↑  Kelly, Joan. . Chicago: The University of Chicago Press. 1984: 19–50. ISBN 0-226-43027-8.
4. ↑  .   [2018-03-24]. （原始内容存档于2021-04-21）.

## 外部連結
- "Did Women Have a Renaissance?"[永久], by Joan Kelly (1977)
- Papers, 1973-1984. Schlesinger Library （页面存档备份，存于）, Radcliffe Institute, Harvard University.